# Liste der Baudenkmäler in Großwallstadt
Auf dieser Seite sind die Baudenkmäler in der unterfränkischen Gemeinde Großwallstadt zusammengestellt. Diese Tabelle ist eine Teilliste der Liste der Baudenkmäler in Bayern. Grundlage ist die Bayerische Denkmalliste, die auf Basis des Bayerischen Denkmalschutzgesetzes vom 1. Oktober 1973 erstmals erstellt wurde und seither durch das Bayerische Landesamt für Denkmalpflege geführt wird. Die folgenden Angaben ersetzen nicht die rechtsverbindliche Auskunft der Denkmalschutzbehörde.
 Diese Liste gibt den Fortschreibungsstand vom 15. April 2020 wieder und enthält 19 Baudenkmäler.
In dieser Kartenansicht sind Baudenkmäler ohne Koordinaten mit einem roten bzw. orangen Marker dargestellt und können in der Karte gesetzt werden. Baudenkmäler ohne Bild sind mit einem blauen bzw. roten Marker gekennzeichnet, Baudenkmäler mit Bild mit einem grünen bzw. orangen Marker.

## Baudenkmäler
| Lage                                    | Objekt                                                       | Beschreibung | Akten-Nr.              | Bild                                 |
| --------------------------------------- | ------------------------------------------------------------ | --- | ---------------------- | ------------------------------------ |
| Der Dicke Turm (Standort)               | Befestigung, sogenannter Runder Turm                         | Rundturm neben dem ehemaligen nördlichen Stadttor, vorkragendes Obergeschoss über Rundbogenfries, mit Gusserkern, Wächterfigur, Wappenstein und figürliche Wasserspeier, Sandsteinbau, 1460 | D-6-76-126-8 Wikidata  | Befestigung, sogenannter Runder Turm |
| Engelgasse 14; Mainstraße 12 (Standort) | Ehemaliges Gasthaus                                          | zweigeschossiger giebelständiger Satteldachbau mit Fachwerkobergeschoss, verputzt, um 1700 | D-6-76-126-16 Wikidata | Ehemaliges Gasthaus                  |
| Engelgasse 14; Mainstraße 12 (Standort) | Ehemaliges Gasthaus                                          | Wirtshauslauben, eingeschossiger Fachwerkbau mit Flachsatteldach, um 1900 | D-6-76-126-16 Wikidata | weitere Bilder                       |
| Hauptstraße 3 (Standort)                | Ehemals Mainzer Hofgut                                       | im 19. Jahrhundert Schule, freistehender zweigeschossiger Satteldachbau mit Fachwerkobergeschoss und verschiefertem Giebel, im Kern 16./17. Jahrhundert | D-6-76-126-15 Wikidata | weitere Bilder                       |
| Hauptstraße 3 (Standort)                | Ehemals Mainzer Hofgut                                       | Einfriedung mit Kleinbauten, Sandsteinquader, um 1925 | D-6-76-126-15 Wikidata | weitere Bilder                       |
| Hauptstraße 9 (Standort)                | Hoftor                                                       | stichbogige Durchfahrt mit Fußgängerpforte, Sandstein, verputzt, 19. Jahrhundert, Wappenstein, Sandstein, bezeichnet 1617, möglicherweise vom Vorgängerbau | D-6-76-126-2 Wikidata  | weitere Bilder                       |
| Hauptstraße 15 (Standort)               | Gasthaus zum Adler                                           | dreigeschossiger Satteldachbau in Ecklage mit reich verzierten Fachwerkobergeschossen und polygonalem Erker, Giebel verschiefert, bezeichnet 1583 | D-6-76-126-3 Wikidata  | weitere Bilder                       |
| Hauptstraße 18 (Standort)               |                                                              | Gasthaus in Ecklage mit überbauter Durchfahrt und rückwärtigem Treppenturm, zweigeschossiger Satteldachbau, Erdgeschoss mit ornamentierten Hausteingliederungen, Obergeschoss mit Zierfachwerk, bezeichnet 1595 | D-6-76-126-4 Wikidata  | weitere Bilder                       |
| Hauptstraße 18 (Standort)               | Gasthof zum Ochsen                                           | Scheune, eingeschossiger Fachwerkbau mit Satteldach und Durchfahrt, bezeichnet 1684 | D-6-76-126-4 Wikidata  | Gasthof zum Ochsen                   |
| Hauptstraße 18 (Standort)               | Gasthof zum Ochsen                                           | Nebengebäude, zweigeschossiger Putzbau mit Satteldach in Traufstellung, 19. Jahrhundert | D-6-76-126-4 Wikidata  | Gasthof zum Ochsen                   |
| Hauptstraße 26 (Standort)               | Wohnhaus in Ecklage                                          | zweigeschossiger Satteldachbau, Obergeschoss mit Zierfachwerk, Wappenstein, bezeichnet 1560, Dachaufbau später verändert | D-6-76-126-5 Wikidata  | Wohnhaus in Ecklage                  |
| Nähe Hinterm Turm (Standort)            | Brunnen                                                      | Brunnen, runde Brunnenfassung mit übergiebeltemZiehbrunnengerüst, bez. 1566. | D-6-76-126-24 Wikidata | Brunnen                              |
| Kirchgasse 2 (Standort)                 | Hoftor                                                       | rundbogig, Sandstein, bezeichnet 1738 | D-6-76-126-7 Wikidata  | Hoftor                               |
| Kirchgasse 19 (Standort)                | Katholische Pfarrkirche Mariä Himmelfahrt und Peter und Paul | Turm, 2. Hälfte 13. Jahrhundert mit verschieferter barocker Zwiebelhaube und Laterne, und ehemaligem Langhaus, Saalbau mit Walmdach und eingezogenem 5/8-Chor, Neubau von 1935–36 mit einbezogenen Teilen von 1755–56; mit Ausstattung                                                                                | D-6-76-126-6 Wikidata  | weitere Bilder                       |
| Kirchgasse 19 (Standort)                | Kirchhofbefestigung                                          | mit rundbogiger Durchfahrt und zinnenbekröntem Tor, Mitte 13. Jahrhundert, teilweise Mitte 15. Jahrhundert erneuert | D-6-76-126-6 Wikidata  | weitere Bilder                       |
| Kirchgasse 19 (Standort)                | Ölbergkapelle                                                | in ehemaligem Turm der Friedhofsbefestigung, bezeichnet 1520, Umbau mit einseitigem Walm- bzw. Mansarddach, Ende 18. Jahrhundert; mit Ausstattung | D-6-76-126-6 Wikidata  | weitere Bilder                       |
| Kirchgasse 19 (Standort)                | Ehemaliges Friedhofskruzifix                                 | im ehemaligen Kirchhof, Sandstein, 1712 | D-6-76-126-6 Wikidata  | Ehemaliges Friedhofskruzifix         |
| Nähe Main (Standort)                    | Fährhäuschen                                                 | zweigeschossiger Pavillon mit Walmdach, Sockelgeschoss mit Sandstein, Obergeschoss verputzt mit Übereck-Fenstern und Außentreppe, um 1925 | D-6-76-126-18 Wikidata | weitere Bilder                       |
| Schmalzgasse 9, 13 (Standort)           | Wohnhaus                                                     | giebelständiger zweigeschossiger Satteldachbau mit verputztem Fachwerkobergeschoss und ehemaliger Schopfwalm, massives Erdgeschoss mit Renaissance-Fensterrahmung, um 1600 | D-6-76-126-19          | Wohnhaus                             |
| Turmstraße 2 (Standort)                 | Wohnhaus                                                     | zweigeschossiges Fachwerkhaus mit Satteldach in Ecklage, 16. Jh. | D-6-76-126-21          | Wohnhaus                             |
| Turmstraße 3 (Standort)                 | Wohnhaus                                                     | giebelständiger zweigeschossiger Satteldachbau, Obergeschoss mit Zierfachwerk, bezeichnet 1590 | D-6-76-126-9 Wikidata  | weitere Bilder                       |
| Turmstraße 3 (Standort)                 | Scheune                                                      | Fachwerk mit Satteldach, 18. Jahrhundert | D-6-76-126-9 Wikidata  | Scheune                              |
| Turmstraße 3 (Standort)                 | Hoftor                                                       | hölzern, mit Pforte, 19. Jahrhundert | D-6-76-126-9 Wikidata  | Hoftor                               |
| Turmstraße 3 (Standort)                 | Hofpflasterung                                               | | D-6-76-126-9 Wikidata  | Hofpflasterung                       |
| Weichgasse (Standort)                   | Kriegerdenkmal                                               | für Gefallene der Kriege 1866 und 1870/71m Stufensockel mit Postament und geböschtem Pfeiler mit Kaiserkrone, Sandstein, K. Strecker, bezeichnet 1902, ergänzt durch Mauer mit Reliefs von Wachsoldaten und Inschrifttafeln, für Gefallene des Ersten Weltkriegs und Steinkreuze für Gefallene des Zweiten Weltkriegs | D-6-76-126-14 Wikidata | weitere Bilder                       |
| Weichgasse 3 (Standort)                 | Wohnhaus                                                     | giebelständiges zweigeschossiges Fachwerkhaus mit Satteldach, 17. Jahrhundert | D-6-76-126-10 Wikidata | weitere Bilder                       |
| Weichgasse 3 (Standort)                 | Hoftor                                                       | bezeichnet 1739 | D-6-76-126-10 Wikidata | Hoftor                               |
| Weichgasse 5 (Standort)                 | Wohnhaus                                                     | zweigeschossiges Fachwerkhaus mit Satteldach, 18. Jahrhundert | D-6-76-126-11          | Wohnhaus                             |
| Weichgasse 5 (Standort)                 | Hoftor                                                       | dreiteilig, bezeichnet 1860 | D-6-76-126-11          | weitere Bilder                       |
| Weichgasse 7 (Standort)                 | Hoftor                                                       | rundbogige Durchfahrt und Fußgängerpforte, Sandstein, bezeichnet 1593 | D-6-76-126-12 Wikidata | Hoftor                               |
| Weichgasse 26 (Standort)                | Bildstock                                                    | Säule mit Pyramidendachaufsatz und Reliefs Kreuzigung, Maria, Schmerzensmann und Johannes, Sandstein, bezeichnet 1607 | D-6-76-126-13 Wikidata | weitere Bilder                       |